# So What If We're on Mystic!
So What If We're on Mystic! is de tweede ep van de Amerikaanse punkband NOFX, uitgegeven door Mystic Records in 1986. De eerste 1000 versies van het album werden op gekleurd vinyl gedrukt (300 geel en 700 blauw). De andere 2000 exemplaren die zijn gedrukt, kwamen op zwart vinyl.
Deze ep staat, net als de vorige, in zijn geheel op het compilatiealbum Maximum RocknRoll.

## Nummers
Kant A
1. "Mom's Rule"
2. "On My Mind"
3. "Drain Bamage"
4. "Bob Turkee"

Kant B
1. "Shitting Bricks"
2. "Lager in the Dark"
3. "Too Mixed Up"
4. "White Bread"